# Sibthorpia repens
Sibthorpia repens là một loài thực vật có hoa trong họ Mã đề. Loài này được (Mutis ex L.) Kuntze miêu tả khoa học đầu tiên năm 1898.